# Tötungsanstalt Pirna-Sonnenstein

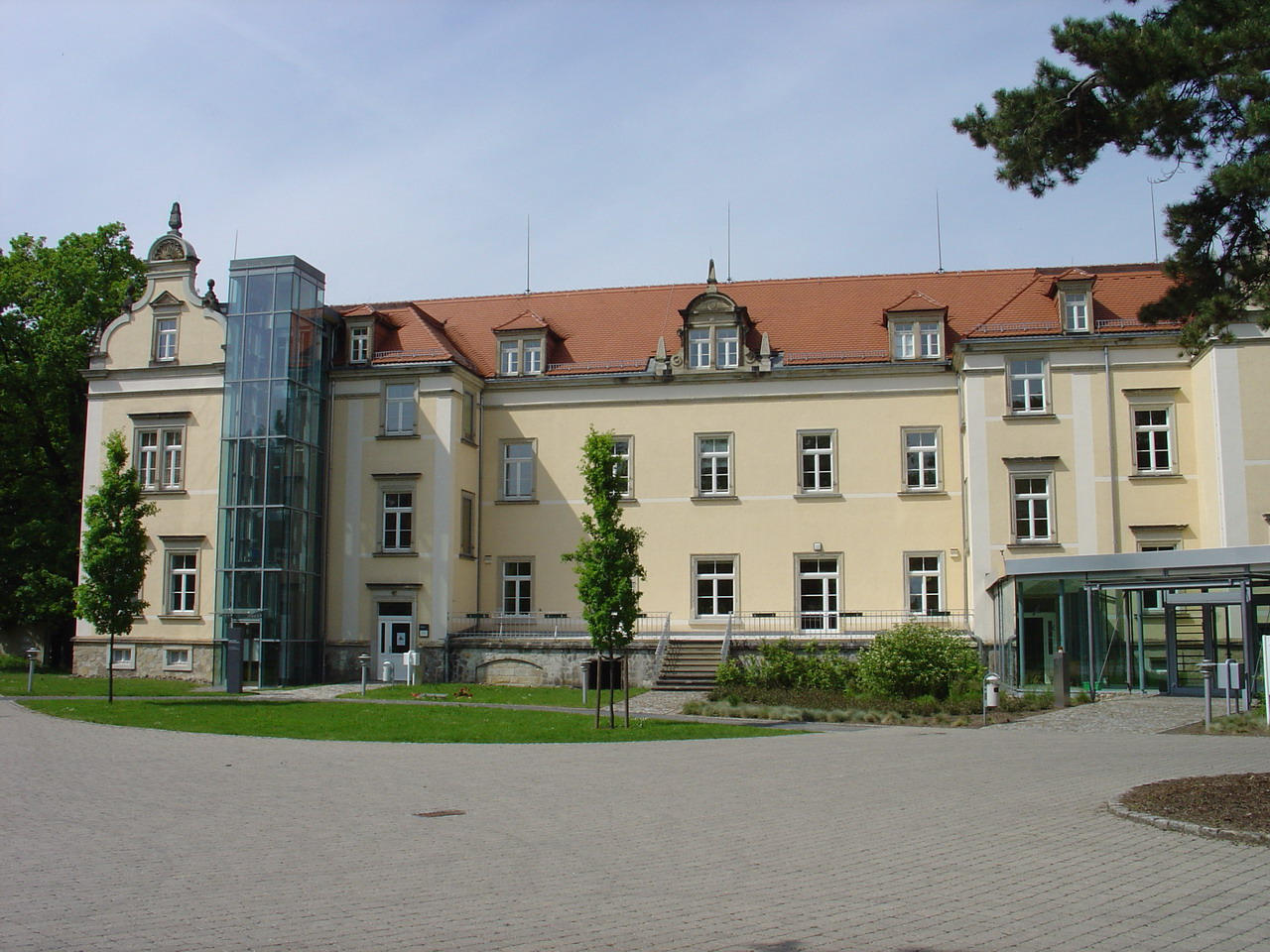
Schloss Sonnenstein Haus C16 als Gedenkstätte (2005)

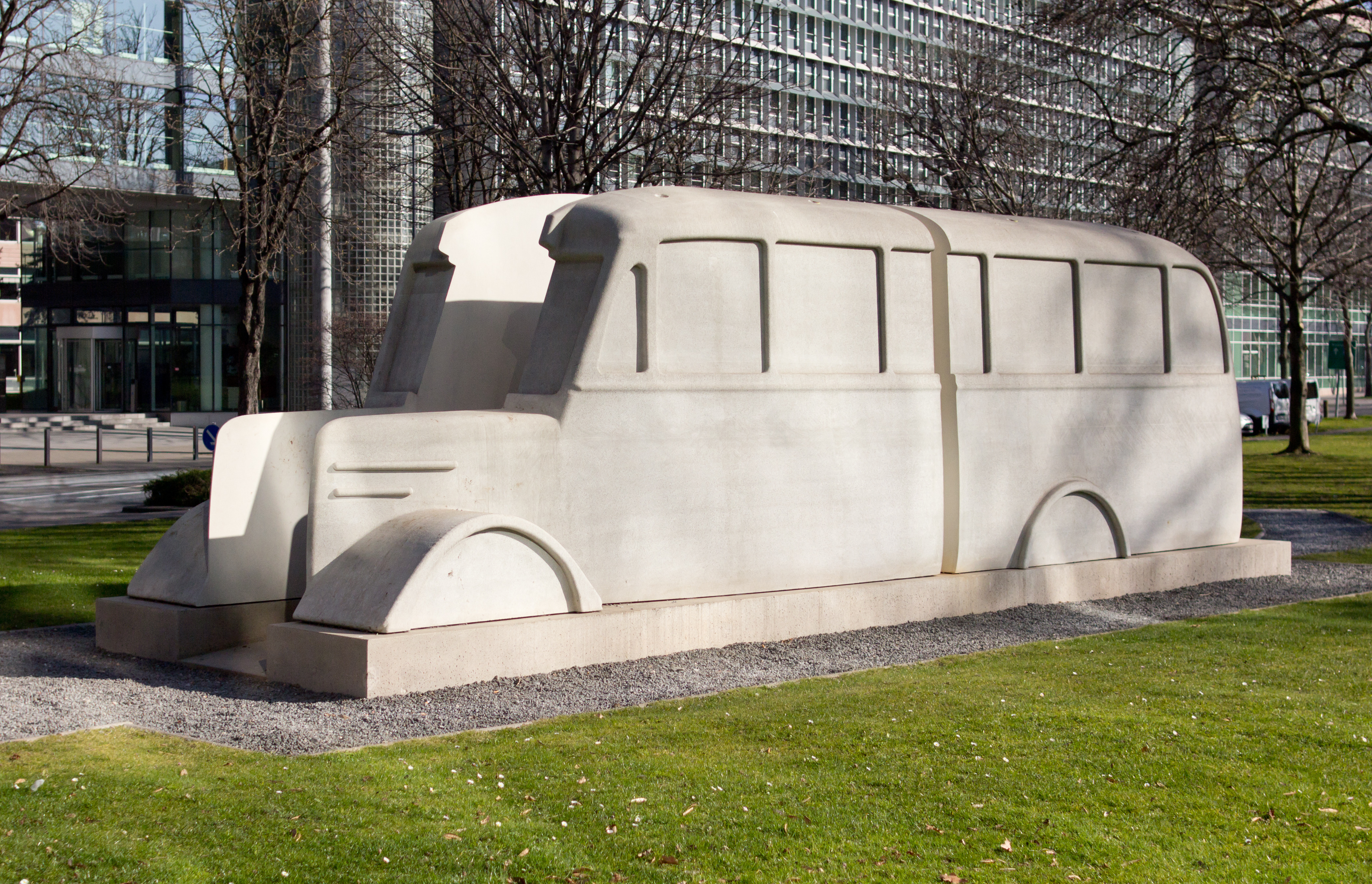
Von Juni 2010 bis August 2011 erinnerte das in der Grohmannstraße aufgestellte Denkmal der Grauen Busse an die Sonnensteiner Euthanasie-Opfer.

Die Tötungsanstalt Pirna-Sonnenstein war eine Tötungsanstalt der Nationalsozialisten. Sie lag in der ehemaligen Festung Schloss Sonnenstein auf dem Sonnenstein bei Pirna, in der 1811 eine Krankenanstalt eingerichtet worden war. Die Gedenkstätte Pirna-Sonnenstein erinnert an die dortigen Ereignisse.
In den Räumen der Festung wurden in den Jahren 1940 und 1941 durch Nationalsozialisten mindestens 14.751 Menschen ermordet. Dabei handelte es sich vorwiegend um psychisch Kranke und geistig Behinderte, aber auch um Häftlinge aus Konzentrationslagern. Dies geschah nach Beginn des Zweiten Weltkrieges unter dem euphemistischen Namen „Euthanasie“ im Rahmen der reichsweit zentral koordinierten und weitgehend geheim gehaltenen „Aktion T4“ der Nationalsozialisten zur „Vernichtung lebensunwerten Lebens“ bzw. Tötung sogenannter „Ballastexistenzen“.

## Geschichte

### Vorgeschichte
Die frühere Burganlage und Festung wurde 1811 zur Anstalt für als potentiell heilbar angesehene Geisteskranke mit einem wegen ihres reformpsychiatrischen Konzepts guten Ruf umgebaut:

„Sie werden, obgleich ein fleißiger Leser unsrer öffentlichen Blätter, noch wenig oder gar nichts von einer Anstalt für Seelenkranke gelesen haben, die jetzt auf dem Sonnenstein, einem alten, ehedem festen Schlosse bei Pirna, besteht. Und dennoch ist sie es, die, als ein löbliches Muster einer eben sowohl ausgedachten als wohl ausgeführten Vorkehrung zur Erleichterung des menschlichen Elends, lautes Lob verdient […].“

Sonnenstein galt als eine der „vorzüglichsten Anstalten dieser Art in der Welt“. Hausarzt und Direktor dieser Heilanstalt war damals Ernst Gottlob Pienitz. Zwischen 1855 und 1914 wurde die Anstalt durch zahlreiche Neubauten erweitert. Von 1922 bis 1939 wurde die staatliche Pflegerschule auf den Sonnenstein verlegt. Von 1910 bis 1928 war der Direktor der Psychiater Georg Ilberg.
1928 wurde Hermann Paul Nitsche zum Direktor der auf über 700 Patienten angewachsenen Heilanstalt Sonnenstein berufen. Mit seinem Amtsantritt begann ein neuer Zeitabschnitt: Nitsche, der als Reformpsychiater der 1920er Jahre profiliert war, setzte nach der Zäsur von 1933 auf die systematische Ausgrenzung der chronisch psychisch Kranken und Behinderten. Als Befürworter der „Rassenhygiene“ und „Euthanasie“ ließ er, der zugleich maßgeblicher Psychiater in Sachsen war und im Land Sachsen zugleich als beratender Psychiater der Landesregierung fungierte, Zwangssterilisationen und „Verpflegungssparrationierungen“ gegenüber den „erbkranken“ Patienten in „seiner“ Heilanstalt durchsetzen. Im Dezember 1939 wurde die Anstalt durch einen Erlass des sächsischen Innenministers aufgelöst und als Reservelazarett und Umsiedlerlager eingerichtet.

### Organisierter Krankenmord
Im Rahmen der später sogenannten „Aktion T4“ wurden unter Leitung von Dienststellen der NSDAP und einer speziell geschaffenen Zentrale der Vernichtungsaktion in der Tiergartenstraße 4 in Berlin in den Jahren 1940 und 1941 sechs Tötungsanstalten im Deutschen Reich eingerichtet. In diesen wurden mehr als 70.000 psychisch kranke und geistig behinderte Menschen aus psychiatrischen Einrichtungen, Alters- und Pflegeheimen und Krankenhäusern mit Gas ermordet. Eine dieser Vernichtungsanstalten befand sich in Pirna-Sonnenstein unter der Leitung des Arztes Horst Schumann. Ihm zugeordnet waren die Ärzte Kurt Borm (Deckname „Dr. Storm“), Klaus Endruweit (Deckname „Dr. Bader“), Ewald Wortmann (Deckname „Dr. Friede“) und Curt Schmalenbach (Deckname „Dr. Palm“). Die Anstalt selbst trug dabei das interne T4-Kürzel D – welches auch auf sämtlichen offiziellen Schreiben als Geschäftszeichen auftaucht.

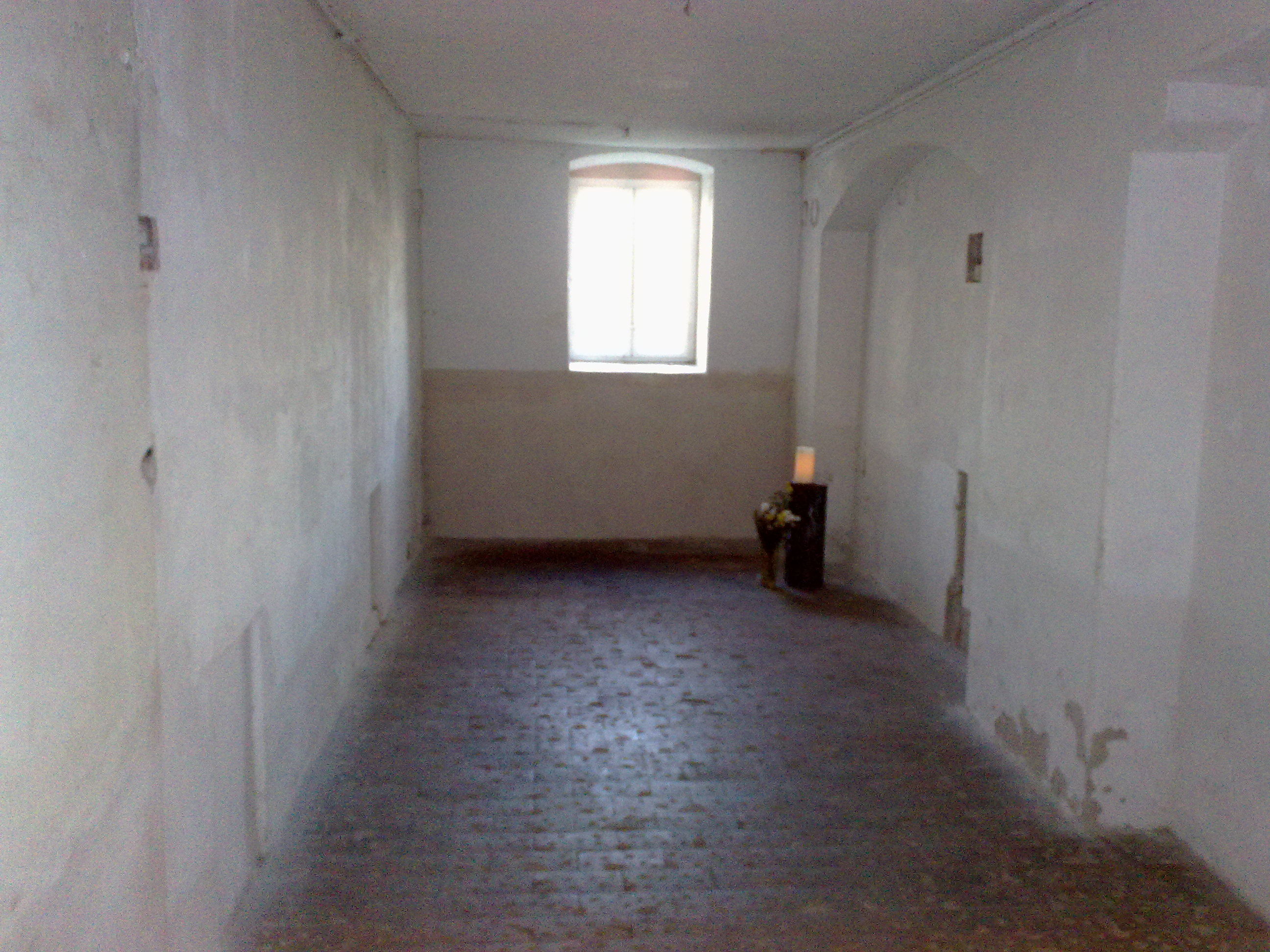
Ehemalige Gaskammer im Keller (Haus C 16)

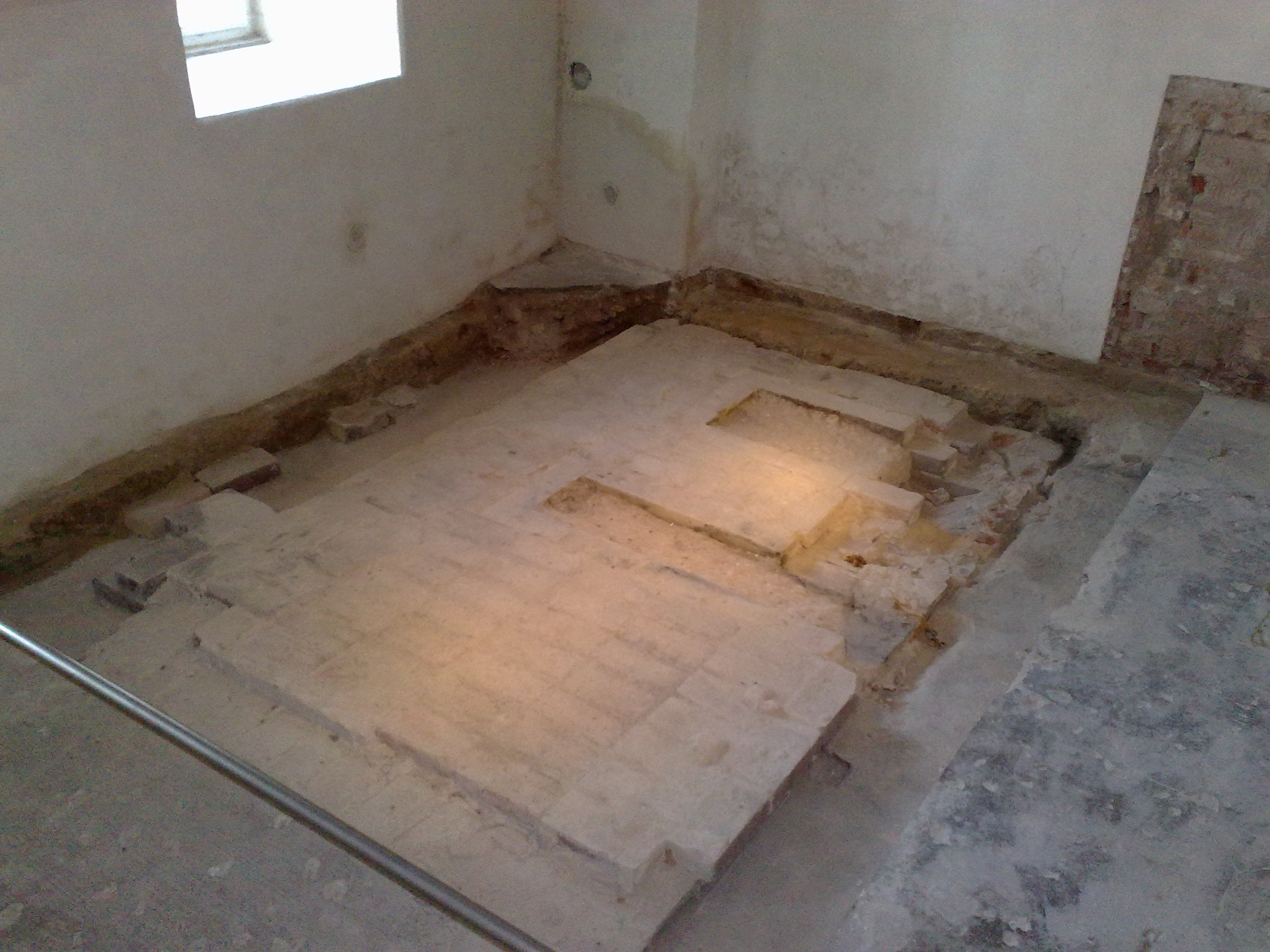
Überreste des Fundamentes eines der zwei Öfen im Krematorium

Im Frühjahr 1940 ließ die Berliner „Euthanasie“-Zentrale in einem abgeschirmten Teil des Anstaltsgeländes eine Tötungsanstalt einrichten: Im Keller eines Krankengebäudes – Haus C 16 – wurden eine Gaskammer installiert und ein Krematorium eingebaut. Die Leichen wurden in einer Ofenanlage von Kori verbrannt. Der vier Häuser umfassende Komplex wurde an der Elb- und Parkseite mit einer heute noch weitgehend vorhandenen Mauer, an den übrigen Abschnitten mit einem hohen Bretterzaun umgeben, um die Vorgänge im Innern zu verdecken.
Am 28. Juni 1940 nahm die Vernichtungsanstalt ihren Betrieb auf. An diesem Tag wurden zehn Patienten aus der Heil- und Pflegeanstalt Waldheim vergast. In den Jahren 1940/1941 waren hier insgesamt mehr als 100 Angestellte als Ärzte, Pfleger, Fahrer, Schwestern, Bürokräfte und Polizisten tätig. Mehrmals wöchentlich wurden Patienten aus Heil- und Pflegeanstalten mit Bussen abgeholt und auf den Sonnenstein gebracht. Nach Passieren des von einem Polizeikommando bewachten Eingangstores der Anstalt wurden die Opfer vom Pflegepersonal im Erdgeschoss des Hauses C 16 nach Männern und Frauen getrennt in je einen Aufnahmeraum gebracht. In einem weiteren Raum wurden sie einzeln in der Regel zwei Ärzten der Anstalt vorgeführt, die dabei eine fingierte Todesursache für die spätere Sterbeurkunde festlegten. Nach der „Untersuchung“ mussten sich die Menschen unter der Aufsicht von Schwestern und Pflegern in einem weiteren Raum entkleiden. Anschließend wurden jeweils 20 bis 30 Menschen unter dem Vorwand, es ginge ins Bad, in den Keller gebracht. Dort wurden sie in die als Duschraum mit mehreren Brauseköpfen an der Decke hergerichtete Gaskammer geführt. Dann schloss das beteiligte Personal die Stahltür zur Gaskammer. Ein Anstaltsarzt kam hinzu, öffnete das Ventil an einer Kohlenmonoxid-Flasche und beobachtete den Tötungsvorgang, der je nach Körperbau und Durchhaltevermögen etwa 20 bis 30 Minuten dauerte.
Nach ca. weiteren 20 Minuten und dem Absaugen des Gases wurden die Leichen von „Heizern“ aus der Gaskammer herausgezogen und in zwei Koksöfen verbrannt, die vom Berliner Unternehmen Kori geliefert worden waren. Zuvor wurden noch vom Arzt ausgewählte Patienten seziert und vorhandene Goldzähne herausgebrochen. Die Asche der Opfer wurde auf der Anstaltsdeponie abgelagert oder nachts einfach hinter dem Haus den Elbhang hinuntergeschüttet. Das Standesamt Sonnenstein versandte an die Hinterbliebenen eine Sterbeurkunde mit gefälschter Todesursache und einen standardisierten „Trostbrief“.
Ermordet wurden auf dem Sonnenstein Frauen und Männer aller Altersstufen und selbst Kinder, unter anderem aus dem „Katharinenhof“ im sächsischen Großhennersdorf und aus der Landesanstalt Chemnitz-Altendorf. Die auf dem Sonnenstein ermordeten Kranken kamen aus Sachsen, Thüringen, Schlesien, Ostpreußen, Westpreußen, dem Sudetengebiet und Teilen Bayerns. Bis zum 24. August 1941, als Adolf Hitler wahrscheinlich aus innenpolitischen Gründen den sogenannten „Euthanasie-Stopp“ erließ, wurden im Rahmen der „Aktion T4“ in Pirna-Sonnenstein insgesamt 13.720 psychisch kranke und geistig behinderte Menschen mit Giftgas ermordet. Sächsische Zwischenanstalten für Sonnenstein waren die Landesanstalten Arnsdorf, Großschweidnitz, Waldheim und Zschadraß.
Zu den bekanntesten Opfern der „Aktion T4“ in Sonnenstein gehören die Dresdner Malerin Elfriede Lohse-Wächtler sowie der Schriftsteller und Dramaturg Hermann von Boetticher.

### Vorlauf der „Endlösung“
Im Sommer 1941 wurden zusätzlich mehr als tausend Häftlinge aus Konzentrationslagern im Rahmen der „Aktion 14f13“ in Pirna-Sonnenstein ermordet. Zu diesem Zeitpunkt verfügten die Konzentrationslager noch nicht über eigene Gaskammern. Das Ausmaß der Häftlingstransporte nach Sonnenstein ist noch nicht vollständig bekannt. Belegt sind Transporte aus den Konzentrationslagern Sachsenhausen, Buchenwald und Auschwitz. An der Massenvergasung von 575 Häftlingen des KZ Auschwitz Ende Juli 1941 zeigt sich der Übergang zu einer neuen quantitativen Dimension der Verbrechen.
In der ersten Hälfte des Jahres 1942 wurden vor allem in Ostpolen im Rahmen der „Aktion Reinhardt“ Lager zur Vernichtung der polnischen und europäischen Juden eingerichtet, die auf die Erfahrungen der „Aktion T4“ zurückgreifen konnten. Etwa ein Drittel der Mitarbeiter der Tötungsanstalt Sonnenstein wurde in den Jahren 1942 und 1943 in den Vernichtungslagern Belzec, Sobibor und Treblinka eingesetzt. Dazu gehörten u. a. Kurt Bolender, Kurt Franz, Heinrich Gley, Lorenz Hackenholt, Gottlieb Hering, Otto Horn, Erwin Lambert, Heinrich Matthes, Gustav Münzberger, Walter Nowak, Josef Oberhauser, Paul Rost und Friedrich Tauscher.
Zu den Opfern der „Aktion 14f13“ gehört der Kirchenjurist Martin Gauger, der aus dem Konzentrationslager Buchenwald nach Sonnenstein gebracht wurde.

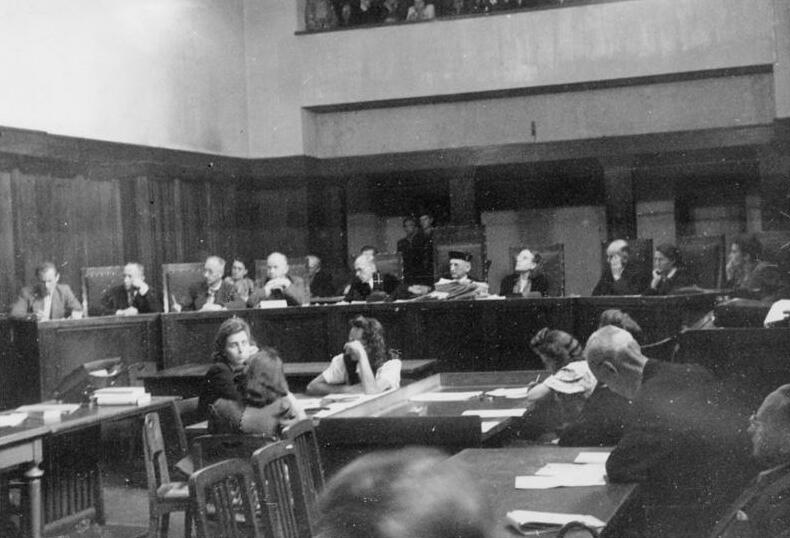
Das Dresdner Schwurgericht 1947

### Strafprozess 1947
Im so genannten Dresdner Ärzteprozess wurden im Sommer 1947 insgesamt 19 ehemalige Ärzte, Pfleger und Krankenschwestern der Landesanstalt Großschweidnitz und der Tötungsanstalt Pirna-Sonnenstein angeklagt. Das Dresdner Schwurgericht verurteilte Hermann Paul Nitsche, der seit Frühjahr 1940 einer der medizinischen Leiter der Krankenmordaktion im Deutschen Reich gewesen war, sowie zwei Sonnensteiner Pfleger zum Tode. Die verhängten Haftstrafen wurden im Jahr 1956 im Zuge einer Amnestie erlassen.

### Verwischte Spuren
Bereits im Laufe des Sommers 1942 wurde die „Euthanasie“-Anstalt Sonnenstein aufgelöst. Die Gaskammer und das Krematorium wurden abgebaut. Nach sorgsamer Verwischung der Spuren der Verbrechen wurden die Gebäude ab Ende 1942 als Wehrmacht-Lazarett genutzt. Auf dem Gelände des Sonnensteins wurde nach dem Zweiten Weltkrieg ein von der Öffentlichkeit abgeschirmter Großbetrieb errichtet, der auch die Gebäudeteile der Tötungsanstalt nutzte. In Pirna wurde nach dem Ärzteprozess kaum noch über die hier verübten Verbrechen gesprochen. Diese wurden über vier Jahrzehnte verdrängt und weitgehend verschwiegen.

## Opferzahlen
Nach der Hartheimer Statistik wurden in der Tötungsanstalt Sonnenstein in 15 Monaten zwischen Juni 1940 und dem 1. September 1941 insgesamt 13.720 Menschen in der dortigen Gaskammer ermordet:
| Juni | Juli  | Aug.  | Sept. | Okt. | Nov. | Dez. |
| ---- | ----- | ----- | ----- | ---- | ---- | ---- |
| 10   | 1.116 | 1.221 | 1.150 | 801  | 947  | 698  |

| Jan. | Febr. | März | April | Mai   | Juni  | Juli  | Aug. | Summe  |
| ---- | ----- | ---- | ----- | ----- | ----- | ----- | ---- | ------ |
| 365  | 608   | 760  | 273   | 1.330 | 1.297 | 2.537 | 607  | 13.720 |

Diese Statistik umfasst lediglich die erste Mordphase der „Aktion T4“, die auf eine Anordnung Hitlers hin mit dem Datum 24. August 1941 abgeschlossen wurde.
Während der „Aktion T4“ wurden unter der Tarnbezeichnung „Sonderbehandlung 14f13“ – beginnend ab Sommer 1941 – zudem mindestens 1031 Häftlinge aus den Konzentrationslagern Buchenwald, Sachsenhausen und Auschwitz in Sonnenstein ermordet.

## Gedenken

### Entstehungsgeschichte der Gedenkstätte

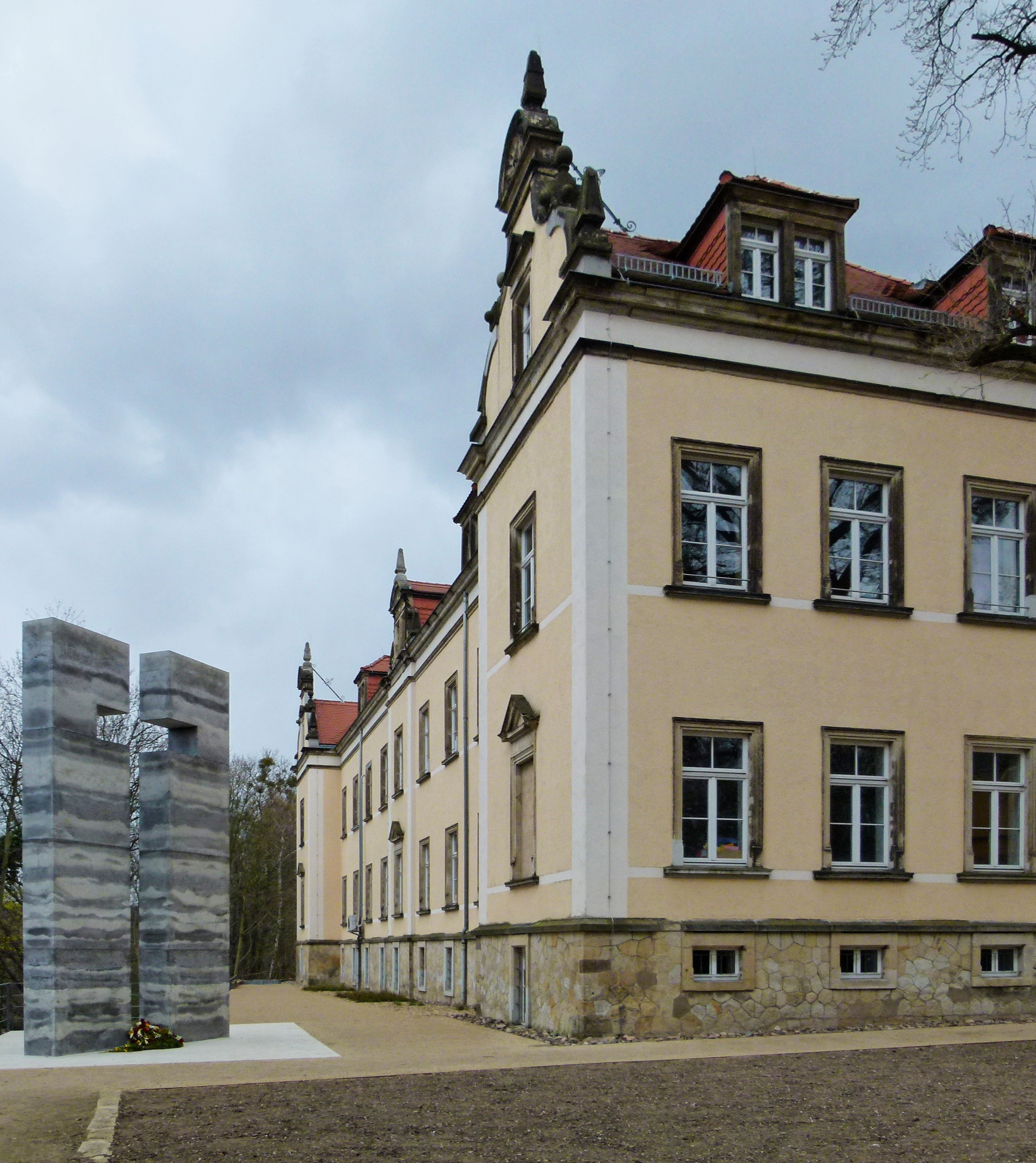
Gebäude der Gedenkstätte, links das große Gedenkkreuz

Nach dem Ende der Krankenmorde 1941 wurden auf dem Gelände des Sonnensteins die „Adolf-Hitler-Schule Gau Sachsen“, die Reichsverwaltungsschule und ein Wehrmachtslazarett eingerichtet, die bis 1945 existierten. Nach Ende des Zweiten Weltkriegs waren hier bis 1949 ein Flüchtlingslager, ein Quarantänelager für entlassene Wehrmachtsangehörige, Teile des Landratsamts und eine Polizeischule (bis 1954) untergebracht.
Von 1954 bis 1991 wurde ein großer Teil des Geländes überwiegend betrieblich vom Strömungsmaschinenwerk zum Bau von Flugzeugturbinen genutzt. 1977 wurde das „Kreisrehabilitationszentrum Pirna“ im Schlossbereich eingerichtet. 1991 ging daraus die Werkstatt für behinderte Menschen in Trägerschaft der Arbeiterwohlfahrt hervor.
Ab Herbst 1989 wurde die Geschichte des Ortes in der Stadtöffentlichkeit verstärkt thematisiert. Bereits 1988 wandte sich der damalige Oberschüler Thomas Schilter in der Angelegenheit  an den Rat der Stadt Pirna. Schilter, der später Medizin studierte und die Tötungsanstalt Pirna-Sonnenstein auch zum Thema seiner Dissertation machte, suchte auch den Kontakt zu dem Westberliner Historiker Götz Aly, der vor allem zu Medizingeschichte und Sozialpolitik im Nationalsozialismus forscht. Aly stellte daraufhin eine Ausstellung zur Aktion T4 zusammen.
Am 1. September 1989 eröffnete das Evangelische Gemeindezentrum Pirna-Sonnenstein anlässlich des 50. Jahrestages des Beginns der nationalsozialistischen Krankenmordaktionen Götz Alys Ausstellung zur „Aktion T4“, die durch die Initiative Schilters und anderer Bürger zustande gekommen war. Sie fand in der Öffentlichkeit viel Beachtung. In der Folge entstand eine Bürgerinitiative zur Schaffung einer würdigen Gedenkstätte für die Opfer der „Euthanasie“-Verbrechen auf dem Sonnenstein. Im Juni 1991 konstituierte sich das Kuratorium Gedenkstätte Sonnenstein e. V.
Nach archivalischen und bauarchäologischen Untersuchungen von 1992 bis 1994 wurden die Kellerräume des Hauses C 16 seit 1995 rekonstruiert und als Gedenkstätte hergerichtet (heute: Gebäude Schlosspark 11). Die heutige ständige Ausstellung zur Dokumentation der Verbrechen befindet sich im Dachgeschoss desselben Gebäudes. Sie entstand im Auftrag der Stiftung Sächsische Gedenkstätten zur Erinnerung an die Opfer politischer Gewaltherrschaft (kurz: Stiftung Sächsische Gedenkstätten) und wurde der Öffentlichkeit am 9. Juni 2000 übergeben.
Im Jahr 2013 zählte die Gedenkstätte 10.927 Besucher.
Die ehemalige Busgarage, die seit den 1990er-Jahren in Privatbesitz ist, steht vor dem Abriss (Stand Dezember 2023). Das denkmalgeschützte Gebäude wird als die älteste noch erhaltene Anstaltsscheune Deutschlands betrachtet, und die baulichen Zeugnisse sind von großer Bedeutung als Beleg für die zentralen Krankenmorde in Pirna.

### Gräberstätte und Gedenkkreuz

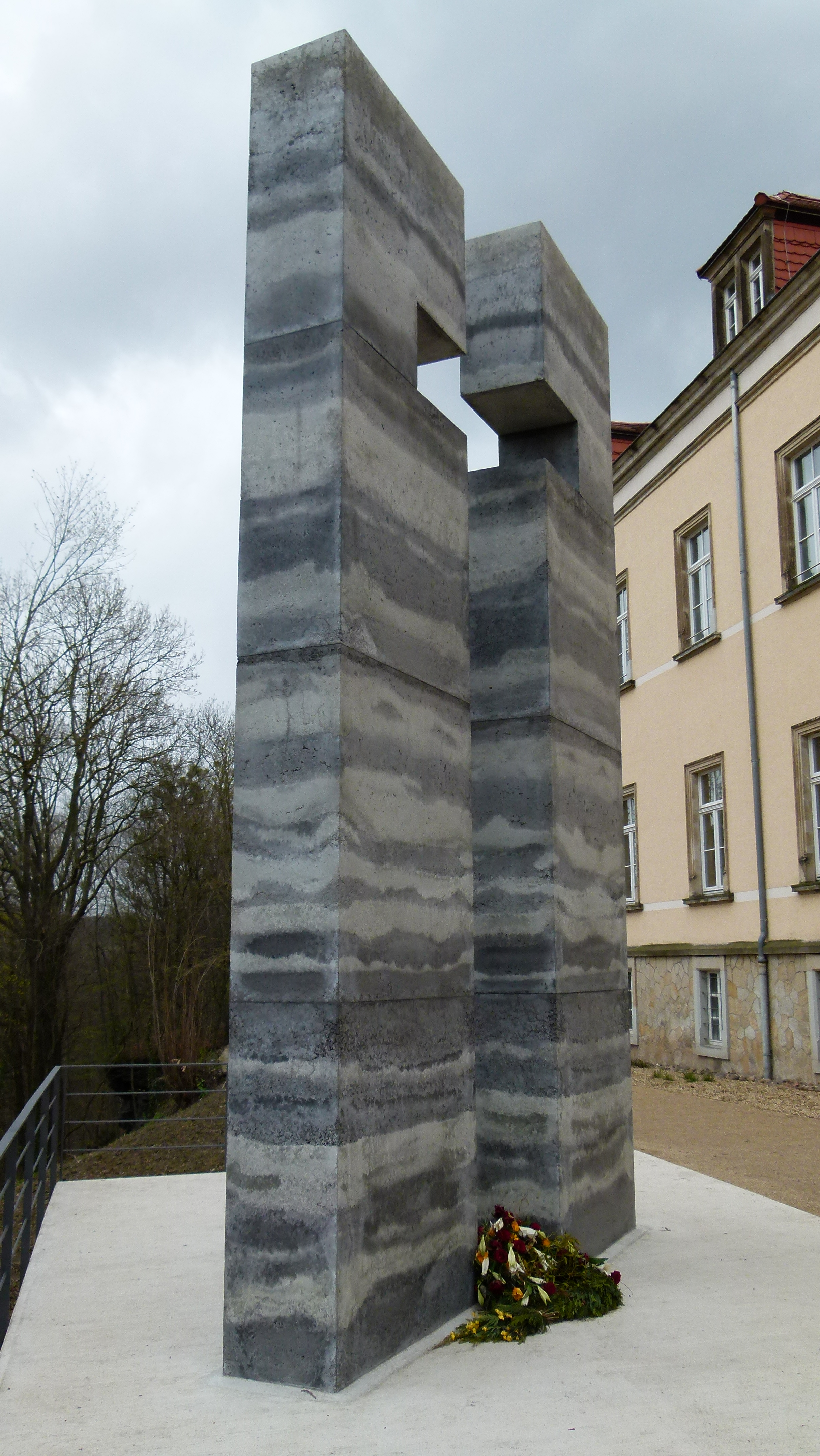
Das Gedenkkreuz oberhalb der Gräberstätte am Elbhang

Im Jahr 2002 veranlasste die Gedenkstätte Pirna-Sonnenstein archäologische Grabungen am bewaldeten Elbhang hinter dem Gebäude, das nur einige Meter von der Hangkante entfernt steht. Dabei wurden menschliche Knochen und Asche aus den Verbrennungsöfen gefunden – Überreste der ermordeten Menschen. Die Asche war vermischt mit Erde, Schlacke, Scherben und Bauschutt. Die aschehaltigen Aufschüttungen lagen unter dem etwa 15 Zentimeter dicken Waldboden. Bei den durch Rammkernsondierung entnommenen Proben hatte die aschehaltige Schicht eine Mächtigkeit von 2,20 bis 8,60 Metern. Die aschehaltige Fläche wurde als Sammelgrab nach dem Gräbergesetz eingestuft. Ihre Ausdehnung ist heute nicht mehr genau zu bestimmen. Das Areal der Sammelgrabfläche wurde wie folgt definiert: unterhalb des Gebäudes, ebenso lang wie die Gebäudeseite, von der Hangkante nach unten bis zum Canalettoweg, der in etwa zehn Meter Entfernung parallel zur Hangkante verläuft.
Auf Initiative der Stadt Pirna, der Stiftung Sächsische Gedenkstätten und des Volksbundes Deutsche Kriegsgräberfürsorge entstand hier im Jahr 2011 die „Gräberstätte am Elbhang Pirna-Sonnenstein“. Die Stadt Pirna ließ die Fläche gestalten, finanziert vom Freistaat Sachsen. Um Bodenerosion zu vermeiden und die Totenruhe zu wahren, wurde der Boden möglichst intakt gelassen. Störender Bewuchs wurde entfernt und durch eine weißblühende Bepflanzung ersetzt, die auch als Erosionsschutz dient. Die Bäume erhielten in diesem Bereich weiße Markierungen. Die Mauer zwischen dem Gebäude und dem Elbhang wurde abgerissen, um den Blick auf das Gräberfeld freizugeben. Die „Gräberstätte am Elbhang Pirna-Sonnenstein“ wurde mit einer Gedenkstunde am 2. November 2011 im Beisein von Vertretern der Politik und Angehörigen von Opfern eingeweiht. Auch Vertreter aus Tschechien und Polen nahmen teil.
Zu der Gräberstätte gehört ein mehr als sechs Meter hohes Gedenkkreuz. Die Größe des Denkmals symbolisiert die Größe der Verbrechen, an die es erinnern soll. Das Kreuz ist eine Aussparung in einem Quader aus Stampfbeton, es ist ebenso hoch wie der Quader und teilt diesen in zwei Hälften. Die Schichten des mit Asche vermischten Bodens sind auf dem Beton symbolisch nachgebildet.

### Denkzeichen

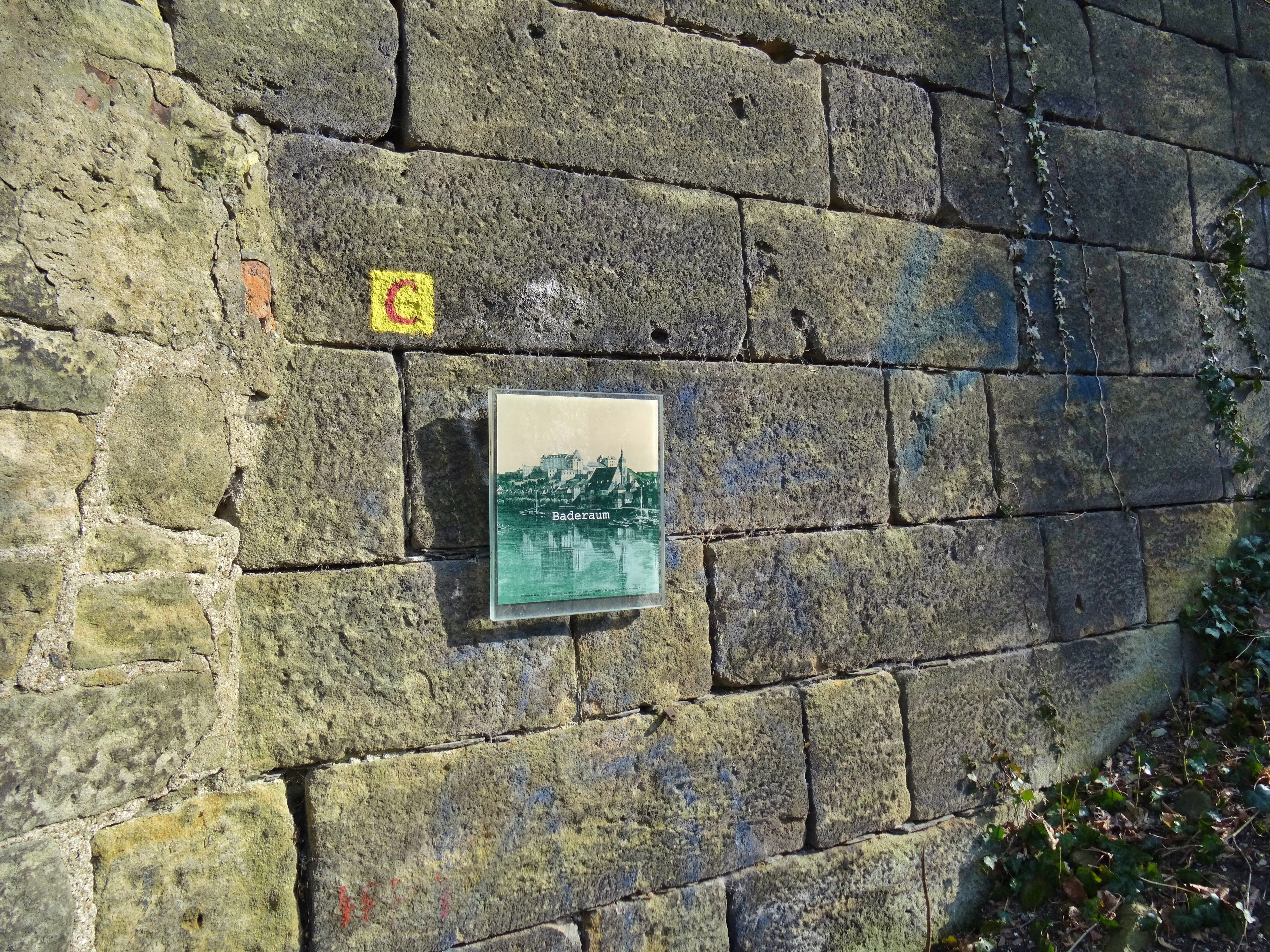
Eine Tafel des Denkzeichens „Vergangenheit ist Gegenwart“

Das Denkzeichen „Vergangenheit ist Gegenwart“ ist ein aus 16 Tafeln bestehendes Markierungssystem entlang des Weges vom Pirnaer Bahnhof über das Stadtzentrum hinauf zur Gedenkstätte Sonnenstein. Alle Tafeln tragen ein Motiv der Festung Sonnenstein, das von dem kursächsischen Hofmaler Bernardo Bellotto (1722–1780) stammt, dazu jeweils einen Begriff aus dem Zusammenhang der nationalsozialistischen „Euthanasie“-Verbrechen, zum Beispiel Sammeltransport, Trostbrief, Sonderbehandlung oder Baderaum. Das „Denkzeichen“ wurde von der Berliner Künstlerin Heike Ponwitz gestaltet. Es ging aus einem Wettbewerb zur Errichtung eines Mahnmals für die fast 15.000 ermordeten Menschen hervor.

### Gedenkspur
Eine bunte „Gedenkspur“ aus kleinen farbigen Kreuzen verbindet den Ort Pirna mit dem Ort der NS-Verbrechen. Jedes Kreuz erinnert an ein Opfer. Die kleinen farbigen Kreuze werden mit Schablonen auf den Boden aufgesprüht. Da sie durch Wind und Wetter verblassen, müssen sie immer wieder erneuert werden. Das Sprühen der Kreuze gehört zum pädagogischen Angebot der Gedenkstätte.

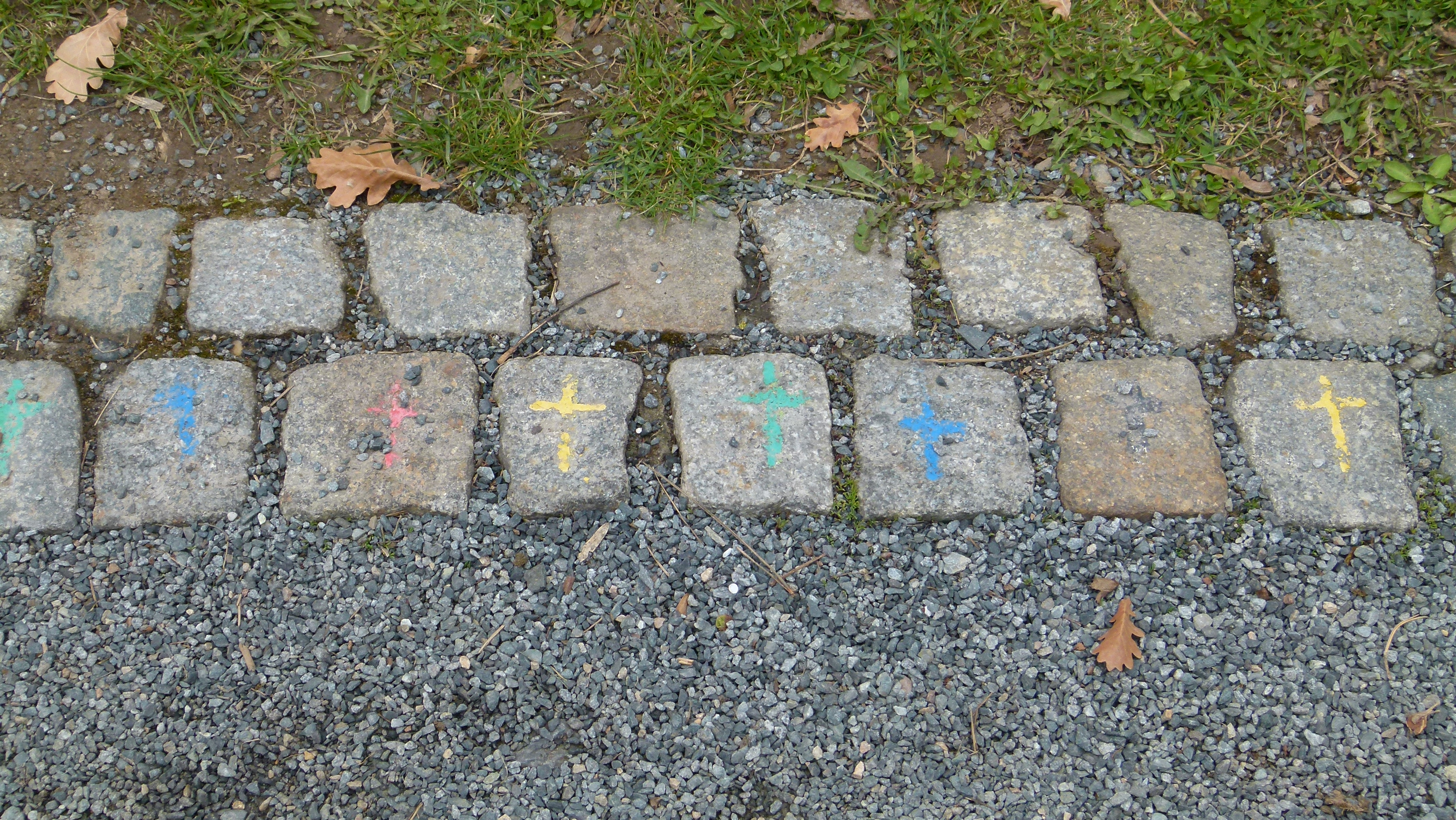
Farbige Kreuze am Boden, Teil der Gedenkspur
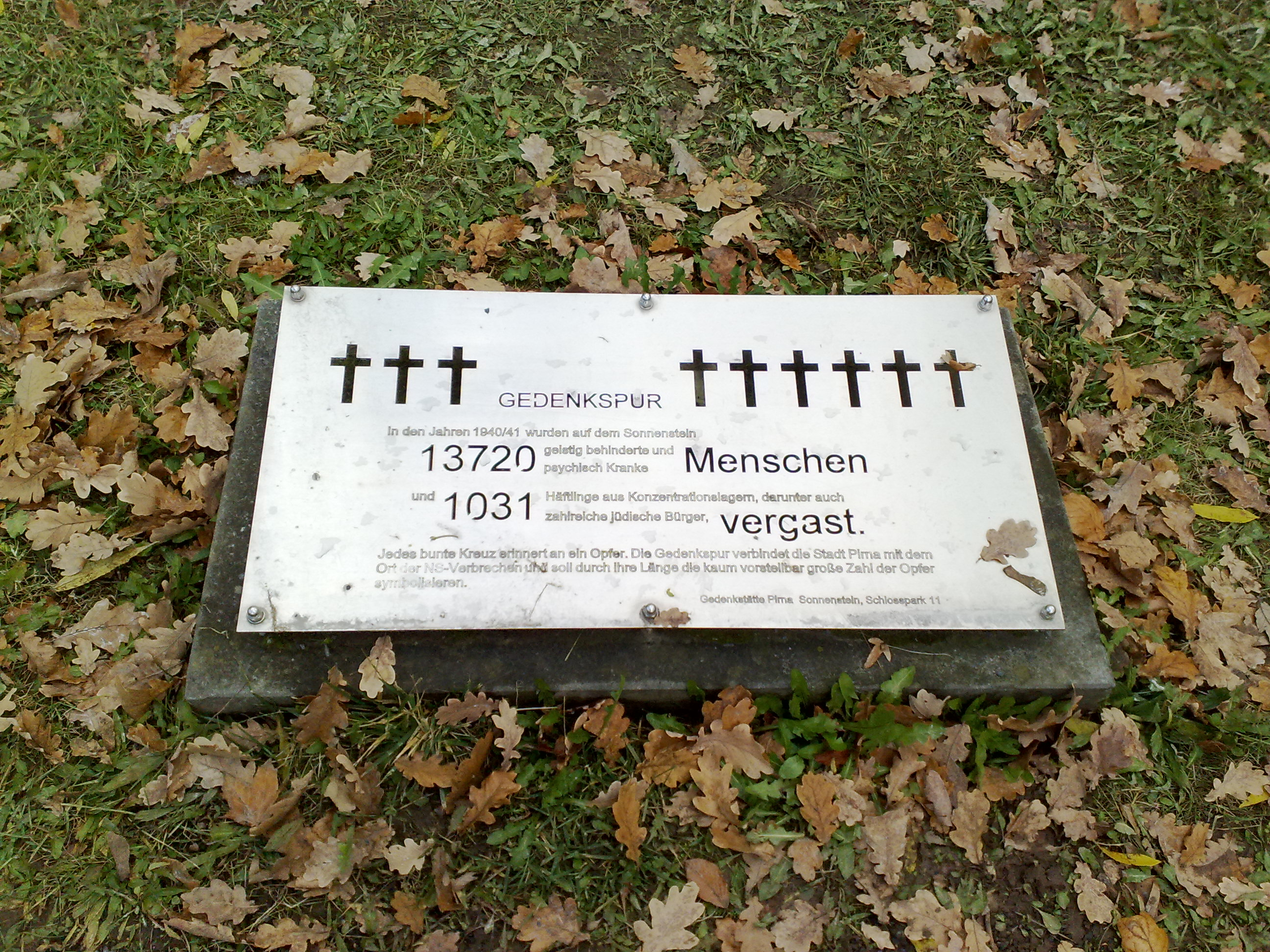
Bodenplatte zur Erläuterung der Gedenkspur